# Fissidens scariosus
Fissidens scariosus är en bladmossart som beskrevs av Mitten 1869. Fissidens scariosus ingår i släktet fickmossor, och familjen Fissidentaceae. Inga underarter finns listade i Catalogue of Life.